# The Most Incredible Thing
The Most Incredible Thing (с англ. — «Самое невероятное») — альбом, представляющий собой музыку к балету, основанному на одноимённой сказке датского сказочника Ханса Кристиана Андерсена 1870 года. Музыка к балету написана и исполнена Нилом Теннантом и Крисом Лоу из английского электронного дуэта Pet Shop Boys. Альбом был выпущен в Великобритании 14 марта 2011 года на лейбле Parlophone.

## История создания
Теннант и Лоу впервые предложили сказку Андерсена (о состязании в мифическом королевстве, на котором король объявляет, что тот, кто придумает самую невероятную вещь, получит руку принцессы и половину Королевства в придачу) в качестве основы для нового балета для постановки на сцене театра Сэдлерс-Уэллс в Лондоне ещё в 2007 году. Всё началось с вопроса друга, солиста основного состава Королевского балета Ивана Путрова, о возможности написания Pet Shop Boys музыкального произведения, под которое он мог бы танцевать в театре Сэдлерс-Уэллс. И когда пару дней спустя Лоу предложил Теннанту сказку Андерсена «Самое невероятное» в качестве сюжета для балета, вдохновленные этим единомыслием музыканты пришли в Сэдлерс-Уэллс со своим проектом. В следующем году Хавьер де Фрутос был выбран в качестве хореографа, а Мэтью Данстер написал сценарий балета. Теннант и Лоу написали музыку для первого акта осенью 2008 года, а остальные акты в 2010 году. Они обратились к Свену Хельбигу с просьбой сделать оркестровку. Она была записана в конце 2010 года в Концертном зале польского радио с оркестром Вроцлава Оценка под управлением Доминика Уилера.
Теннант и Лоу сказали: «Нас очень привлекает участие в этом проекте. В прошлом мы писали танцевальную музыку, поэтому написание музыки для балета кажется нам логичным развитием. Кроме того, нас всегда интересовало придание нашей музыке театрального контекста».
После четырёх публичных выступлений в рамках предварительного просмотра, состоялось официальная премьера The Most Incredible Thing 21 марта 2011 года в театре Сэдлерс-Уэллс в Лондоне. Выступления продолжались до 26 марта, и все билеты были распроданы. Балет The Most Incredible Thing вернулся в Сэдлерс-Уэллс в 2012 году на две недели, а затем отправился на гастроли. Всё выступление было снято Би-би-си и транслировалась по телеканалу BBC Four 1 июля 2011 года.

## Реакция прессы
The Most Incredible Thing получил различные отзывы от музыкальных критиков, которые варьируются от оценки «удовлетворительно» до оценки «отлично». Энди Джилл из The Independent дал альбому четыре звезды из пяти, назвав его «стилистически широким» и заявив, что «это второе вхождение группы в жанр театральной постановки и […] композиции, осуществленное гораздо более умело, чем „Closer to Heaven“, с ловким переплетением стиля электропоп и оркестровых элементов в рамках серии импрессионистских картин, набрасывающих тему конфликта между творчеством и разрушением».
Лорен Мерфи из газеты The Irish Times присудила балету три звезды и отметила, что он содержит «многочисленные формально классические интермедии, но это сочетается с неподражаемым отличительным и знаковым для дуэта диско-электропоп звучанием, что довольно тяжело сочетать в подобном произведении», добавив, что «удивительно слышать, как сталкиваются такие разные миры, но в то же время поразительно, странно убедительно и, несомненно, амбициозно».
Музыкальный критик BBC Том Хокнелл отметил, что альбом своей «минимальной оркестровкой нисколько не утомляет слушателя;. партии струнных инструментов и аккорды позволяют, без каких-либо исключений прослушать весь альбом». Хокнелл также считает, что это «Несомненно это произведение воспринимается лучше в сочетании с просмотром всего спектакля, но и как самостоятельный саундтрек произведение содержит, тем не менее, прекрасные моменты».
Бен Хогвуд из журнала МusicOMH заметил, что «есть отдельные ключевые моменты, когда тема неожиданно из переходит из евро-данса к оркестровому началу и обратно, но без опоры на сюжет или наглядного руководства эти переходы могут показаться резкими и иногда неуклюжими». Хогвуд, однако, заявляет, что « местами здесь звучит музыка необычайной красоты.»
Аласдер Дункан, писал для австралийского музыкального журнала Rave, описывая альбом как «хорошо построенный и приятный, проникнутый тем флёром остроумия и изысканности, которого можно было ожидать от Нила Теннанта и Криса Лоу, и что музыка альбома, даже в отсутствие контекста воспринимается легко, иногда просто дрейфуя мимо в приятной дымке».
Мэтью Лэйдлоу из Virgin Media оценил его на восемь из десяти, отметив, что "люди могут быть разочарованы отсутствием вокала Нила Теннанта, но вы должны помнить, что это не альбом Pet Shop Boys, а результат успешного сотрудничества, который находится на одном уровне с материалом выпущенным ими ранее.
В обзоре для издания AV Club, Марк Хоторн считает, что «несмотря на синтезаторные всплески и гей-диско биты в течение этой преимущественно инструментальной 82-минуте партитуры […] это действительно не вписывается в те ожидания, которые слушатель связывает с музыкой Теннанта и Лоу». Он также отметил, что «Тем более проблематичным является то, что музыку балета, несмотря на её масштабность и надлежащий драматизм, вряд ли можно рассматривать как нечто особо величественное.» [7] Гермиону Хоби из Observer балет не впечатлил, по её словам: «Хотя балет, который создан Теннантом и Крисом Лоу […]основан на сказке Ханса Кристиана Андерсена, а не Джорджа Лукаса, но зловещая мелодрама тем не менее преобладает, даже несмотря на то что все это преподносится через дискотеку, а не плотную оркестровку. Трудно не задаться вопросом, что танцорам со всем этим делать и, так как и голос Теннанта (который представлен лишь кратким обрывком нового сингла) отсутствует, результат приводит к разочарованию».